# Регаццони, Клей
Джанкла́удио Джузе́ппе «Клей» Регаццо́ни (итал. Gianclaudio Giuseppe "Clay" Regazzoni; 5 сентября 1939, Лугано — 15 декабря 2006, Фонтевиво) — швейцарский автогонщик, вице-чемпион мира 1974 года в классе Формула-1. Чемпион Европы по автогонкам в классе Формула-2.

## Биография
Родился в 1939 году в Лугано[уточнить]. Спортивную карьеру начал в 1963 году, в возрасте 24 лет.
Провёл 139 (132 старта) Гран-при в Ф-1, одержал пять побед. Пять раз стартовал первым в гонке, 15 раз показывал быстрейший круг. В первый же год вошёл в лучшую тройку чемпионата, став бронзовым призёром сезона 1970 года.
В возрасте 40 лет пришёл в команду Williams и принёс ей первую в её истории победу.
В 1980 провёл четыре Гран-при за рулём команды Ensign. На гонке в Лонг-Бич (ГП США—Запад) попал в аварию, получив серьёзные травмы спины. Передвигался на инвалидной коляске.
Более десяти лет работал комментатором на швейцарском телевидении. Выступал в автогонках на машинах с ручным управлением, приложил немало усилий для развития таких машин.
Погиб в автокатастрофе на севере Италии недалеко от Пармы на шоссе А15 Парма—Специя при столкновении с грузовиком.

## Личная жизнь
Жена — Мария Пия. У пары двое дочерей: Алессия и Джан Мария.

## Спортивная карьера
- 1963—1964 — автогонки
- 1965 — Формула-3
- 1966 — Формула-2; Формула-3 (победа на Кубке Монцы (Италия)
- 1967 — Формула-3 (победы на Кубке Болоньи, Кубке Наций и ГП Мадрида)
- 1968 — Чемпионат Европы Формула-2, команда Tecno Racing; Формула-3 (несколько побед)
- 1969 — Чемпионат Европы Формула-2, команда Ferrari и Tecno Racing
- 1970 — Чемпионат Европы Формула-2, команда Tecno Racing (3 победы — Хоккенхайм, Энна-Пергуза, Имола); 24 часа Ле-Мана
- 1971 — Чемпионат Европы Формула-2, команда Shell Arnold (1 гонка); Чемпионат спортпрототипов, за команду Ferrari (1 победа — 9 часов Кьяламы)
- 1972 — Чемпионат Европы Формула-2; Чемпионат спортпрототипов, за команду Ferrari (победы на 1000км Монцы и 9-ти часах Кьялами)
- 1973 — Чемпионат спортпрототипов; гонки класса GT; американская Формула-5
- 1974 — Чемпионат Европы Формула-2, команда Brian Lewis Racing
- 1977 — Чемпионат Европы Формула-2, команды Project 4 Racing и Chevron; американский чемпионат Champ Car (1 гонка)
- 1978 — Чемпионат Европы Формула-2, команда Everest Racing
- 1979 — Чемпионат Европы Формула-2, команда Racing Team Everest
- 1980 — Чемпионат Европы Формула-2, команда Lista Racing

## В культуре
В фильме 2013 года «Гонка» роль Регаццони сыграл итальянский актёр Пьерфранческо Фавино.

## Результаты гонок в Формуле-1
| Легенда к таблице |                                                                    |
| --- | ------------------------------------------------------------------ |
| В таблице перечислены результаты всех Гран-при Формулы-1, в которых принимал участие гонщик. Строками таблицы являются сезоны, столбцами — этапы чемпионата мира. В каждой клетке указаны сокращённое название этапа и результат, дополнительно обозначенный цветом. Расшифровка обозначений и цветов представлена в нижеследующей таблице. |                                                                    |
| \| Пример \| Описание \| \| ------------ \| ------------------------------------------------------------------ \| \| 1 \| Победитель \| \| 2 \| Второе место \| \| 3 \| Третье место \| \| 5 \| Финишировал, заработав очки \| \| Сход \| Не финишировал, но при этом заработал очки \| \| 12 \| Финишировал, не получив очков \| \| НКЛ \| Финишировал, но не попал в финальную классификацию \| \| 15 \| Участвовал вне зачёта, либо по отдельной классификации \| \| 18 \| Не финишировал, но попал в финальную классификацию \| \| Сход \| Не финишировал \| \| НКВ \| Не прошёл квалификацию \| \| НПКВ \| Не прошёл предквалификацию \| \| ДСК \| Дисквалифицирован \| \| ИСК \| Исключён из протокола соревнований \| \| ТТ \| Заявлен для участия только в тренировках \| \| НС \| Участвовал в квалификации, но не стартовал в гонке \| \| Т \| Травмирован или болен \| \| ОТК \| Отказ от участия \| \| НТР \| Прибыл на соревнования, но на трассу не выезжал \| \| НПР \| Был заявлен в числе участников, но не прибыл к началу соревнований \| \| О \| Соревнования отменены \| \| \| Не участвовал \| \| Поул-позиция \| \| \| Быстрый круг \| \| |                                                                    |
| Пример | Описание                                                           |
| 1 | Победитель                                                         |
| 2 | Второе место                                                       |
| 3 | Третье место                                                       |
| 5 | Финишировал, заработав очки                                        |
| Сход | Не финишировал, но при этом заработал очки                         |
| 12 | Финишировал, не получив очков                                      |
| НКЛ | Финишировал, но не попал в финальную классификацию                 |
| 15 | Участвовал вне зачёта, либо по отдельной классификации             |
| 18 | Не финишировал, но попал в финальную классификацию                 |
| Сход | Не финишировал                                                     |
| НКВ | Не прошёл квалификацию                                             |
| НПКВ | Не прошёл предквалификацию                                         |
| ДСК | Дисквалифицирован                                                  |
| ИСК | Исключён из протокола соревнований                                 |
| ТТ | Заявлен для участия только в тренировках                           |
| НС | Участвовал в квалификации, но не стартовал в гонке                 |
| Т | Травмирован или болен                                              |
| ОТК | Отказ от участия                                                   |
| НТР | Прибыл на соревнования, но на трассу не выезжал                    |
| НПР | Был заявлен в числе участников, но не прибыл к началу соревнований |
| О | Соревнования отменены                                              |
| | Не участвовал                                                      |
| Поул-позиция |                                                                    |
| Быстрый круг |                                                                    |

| Сезон | Команда  | Шасси  | Двигатель         | Ш       | 1        | 2        | 3        | 4        | 5        | 6        | 7        | 8        | 9        | 10       | 11       | 12       | 13       | 14       | 15       | 16       | Место | Очки   |
| ----- | -------- | ------ | ----------------- | ------- | -------- | -------- | -------- | -------- | -------- | -------- | -------- | -------- | -------- | -------- | -------- | -------- | -------- | -------- | -------- | -------- | ----- | ------ |
| 1970  | Ferrari  | 312 B  | Ferrari B12       | ЮАР     | ИСП      | МОН      | БЕЛ      | НИД 4    | ФРА      | ВЕЛ 4    | ГЕР Сход | АВТ 2    | ИТА 1    | КАН 2    | США 13   | МЕК 2    |          |          |          |          | 3     | 33     |
| 1971  | Ferrari  | 312 B  | Ferrari B12       | ЮАР 3   | ИСП Сход |          |          |          |          |          |          |          |          |          |          |          |          |          |          |          | 7     | 13     |
| 1971  | Ferrari  | 312 B2 | Ferrari 001/1 B12 |         |          | МОН Сход | НИД 3    | ФРА Сход | ВЕЛ Сход | ГЕР 3    | АВТ Сход | ИТА Сход | КАН Сход | США 6    |          |          |          |          |          |          | 7     | 13     |
| 1972  | Ferrari  | 312 B2 | Ferrari B12       | АРГ 4   | ЮАР 12   | ИСП 3    | МОН Сход | БЕЛ Сход | ФРА      | ВЕЛ      | ГЕР 2    | АВТ Сход | ИТА Сход | КАН 5    | США 8    |          |          |          |          |          | 7     | 15     |
| 1973  | BRM      | P160D  | BRM V12           | АРГ 7   | БРА 6    | ЮАР Сход |          |          |          |          |          |          |          |          |          |          |          |          |          |          | 18    | 2      |
| 1973  | BRM      | P160E  | BRM V12           |         |          |          | ИСП 9    | БЕЛ 10   | МОН Сход | ШВЕ 9    | ФРА 12   | ВЕЛ 7    | НИД 8    | ГЕР Сход | АВТ 6    | ИТА Сход | КАН      | США 8    |          |          | 18    | 2      |
| 1974  | Ferrari  | 312 B3 | Ferrari B12       | АРГ 3   | БРА 2    | ЮАР Сход | ИСП 2    | БЕЛ 4    | МОН 4    | ШВЕ Сход | НИД 2    | ФРА 3    | ВЕЛ 4    | ГЕР 1    | АВТ 5    | ИТА Сход | КАН 2    | США 11   |          |          | 2     | 52     |
| 1975  | Ferrari  | 312 B3 | Ferrari B12       | АРГ 4   | БРА 4    |          |          |          |          |          |          |          |          |          |          |          |          |          |          |          | 5     | 25     |
| 1975  | Ferrari  | 312 T  | Ferrari 015 B12   |         |          | ЮАР Сход | ИСП НКЛ  | МОН Сход | БЕЛ 5    | ШВЕ 3    | НИД 3    | ФРА Сход | ВЕЛ 13   | ГЕР Сход | АВТ 7    | ИТА 1    | США Сход |          |          |          | 5     | 25     |
| 1976  | Ferrari  | 312 T  | Ferrari B12       | БРА 7   | ЮАР Сход | СШЗ 1    |          |          |          |          |          |          |          |          |          |          |          |          |          |          | 5     | 31     |
| 1976  | Ferrari  | 312 T2 | Ferrari B12       |         |          |          | ИСП 11   | БЕЛ 2    | МОН 14   | ШВЕ 6    | ФРА Сход | ВЕЛ ДСК  | ГЕР 9    | АВТ      | НИД 2    | ИТА 2    | КАН 6    | США 7    | ЯПО 5    |          | 5     | 31     |
| 1977  | Ensign   | N177   | Cosworth V8       | АРГ 6   | БРА Сход | ЮАР 9    | СШЗ Сход | ИСП Сход | МОН НКВ  | БЕЛ Сход | ШВЕ 7    | ФРА 7    | ВЕЛ НКВ  | ГЕР Сход | АВТ Сход | НИД Сход | ИТА 5    | США 5    | КАН Сход | ЯПО Сход | 17    | 5      |
| 1978  | Shadow   | DN8    | Cosworth V8       | АРГ 15  | БРА 5    | ЮАР НКВ  | СШЗ 10   |          |          |          |          |          |          |          |          |          |          |          |          |          | 16    | 4      |
| 1978  | Shadow   | DN9    | Cosworth V8       |         |          |          |          | МОН НКВ  | БЕЛ Сход | ИСП 15   | ШВЕ 5    | ФРА Сход | ВЕЛ Сход | ГЕР НКВ  | АВТ НКЛ  | НИД НКВ  | ИТА НКЛ  | США 14   | КАН НКВ  |          | 16    | 4      |
| 1979  | Williams | FW06   | Cosworth V8       | АРГ 10  | БРА 15   | ЮАР 9    | СШЗ Сход |          |          |          |          |          |          |          |          |          |          |          |          |          | 5     | 29(32) |
| 1979  | Williams | FW07   | Cosworth V8       |         |          |          |          | ИСП Сход | БЕЛ Сход | МОН 2    | ФРА 6    | ВЕЛ 1    | ГЕР 2    | АВТ 5    | НИД Сход | ИТА 3    | КАН 3    | США Сход |          |          | 5     | 29(32) |
| 1980  | Ensign   | N180   | Cosworth V8       | АРГ НКЛ | БРА Сход | ЮАР 9    | СШЗ Сход | БЕЛ      | МОН      | ФРА      | ВЕЛ      | ГЕР      | АВТ      | НИД      | ИТА      | КАН      | США      |          |          |          | НКЛ   | 0      |